# NGC 3142
NGC 3142 is een lensvormig sterrenstelsel in het sterrenbeeld Sextant. Het hemelobject werd op 5 mei 1836 ontdekt door de Britse astronoom John Herschel.

## Zoekmethode NGC 3142
Het sterrenstelsel NGC 3142 is vrij gemakkelijk op te sporen daar het zich, vanaf de aarde gezien, schijnbaar onmiddellijk ten zuiden van de ster 17 Sextantis bevindt. Deze ster vormt met de ster 18 Sextantis een opvallend koppel in telescopen met kleine vergroting. Dit koppel staat op 4 graden ten noorden van de ster 41-λ Hydrae die op zijn beurt het sterrenstelsel NGC 3145 in diens onmiddellijke buurt heeft.

## Synoniemen
- MCG -1-26-28
- PGC 29586